# Scrophularia macrorrhyncha
Scrophularia macrorrhyncha är en flenörtsväxtart som först beskrevs av Humbert, Litard. och Maire, och fick sitt nu gällande namn av M. Ibn Tattou. Scrophularia macrorrhyncha ingår i släktet flenörter, och familjen flenörtsväxter. Inga underarter finns listade i Catalogue of Life.